# Agrias rodriguezi
Agrias rodriguezi är en fjärilsart som beskrevs av William Schaus 1918. Agrias rodriguezi ingår i släktet Agrias och familjen praktfjärilar. Inga underarter finns listade i Catalogue of Life.